# غملول آشوري
غملول أشوري (باللاتينية: Acantholimon venustum var. assyriacum) هو نويع نباتي يتبع جنس الغملول من الفصيلة الرصاصية.

## مرادفات للاسم العلمي
- (باللاتينية: Acantholimon assyriacum Boiss.)